# Middelst knikmos
Middelst knikmos (Bryum intermedium) is een soort uit het geslacht knikmos (Bryum).

## Determinatie
Het kan worden verward met ongewimperd knikmos en vooral met steenknikmos. Het iets gekromde kapsel met scheve mond, het endostoom met goed ontwikkelde ciliën zonder of met korte aanhangsels en de weinig opvallende bladzoom zijn kenmerkend. Vaak komen meerdere generaties kapsels naast elkaar voor. Microscopische controle is vereist voor een betrouwbare determinatie.

## Ecologie
Middelst knikmos is een pioniersoort van jonge, vochtige, zandige tot lemige en kleiige bodems, meestal basenrijk door grondwaterinvloed, moedermateriaal of puin. Middelst knikmos is zeldzaam en waarschijnlijk sterker achteruitgegaan dan de Rode Lijststatus aangeeft. Het is ook bekend van natuurontwikkelingsterreinen, ruderale terreinen al dan niet met puin, greppelkanten, zandgroeven en kerkhoven.

## Verspreiding
In Nederland is middelst knikmos zeldzaam. Het staat niet op de Nederlandse Rode Lijst en is niet bedreigd. Van voor 1950 zijn er vrijwel geen vindplaatsen uit de duindistricten bekend en ook na 1980 zijn in duinvalleien en op drooggevallen zandplaten weinig vondsten gedaan in vergelijking met netknikmos en ongewimperd knikmos die qua standplaats overlappen met middelst knikmos.